# Phelister pusioides
Phelister pusioides är en skalbaggsart som beskrevs av Sylvain Auguste de Marseul 1861. Phelister pusioides ingår i släktet Phelister och familjen stumpbaggar. Inga underarter finns listade i Catalogue of Life.